# Honda Seiroku

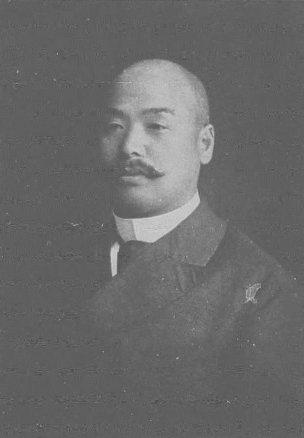
Honda Seiroku

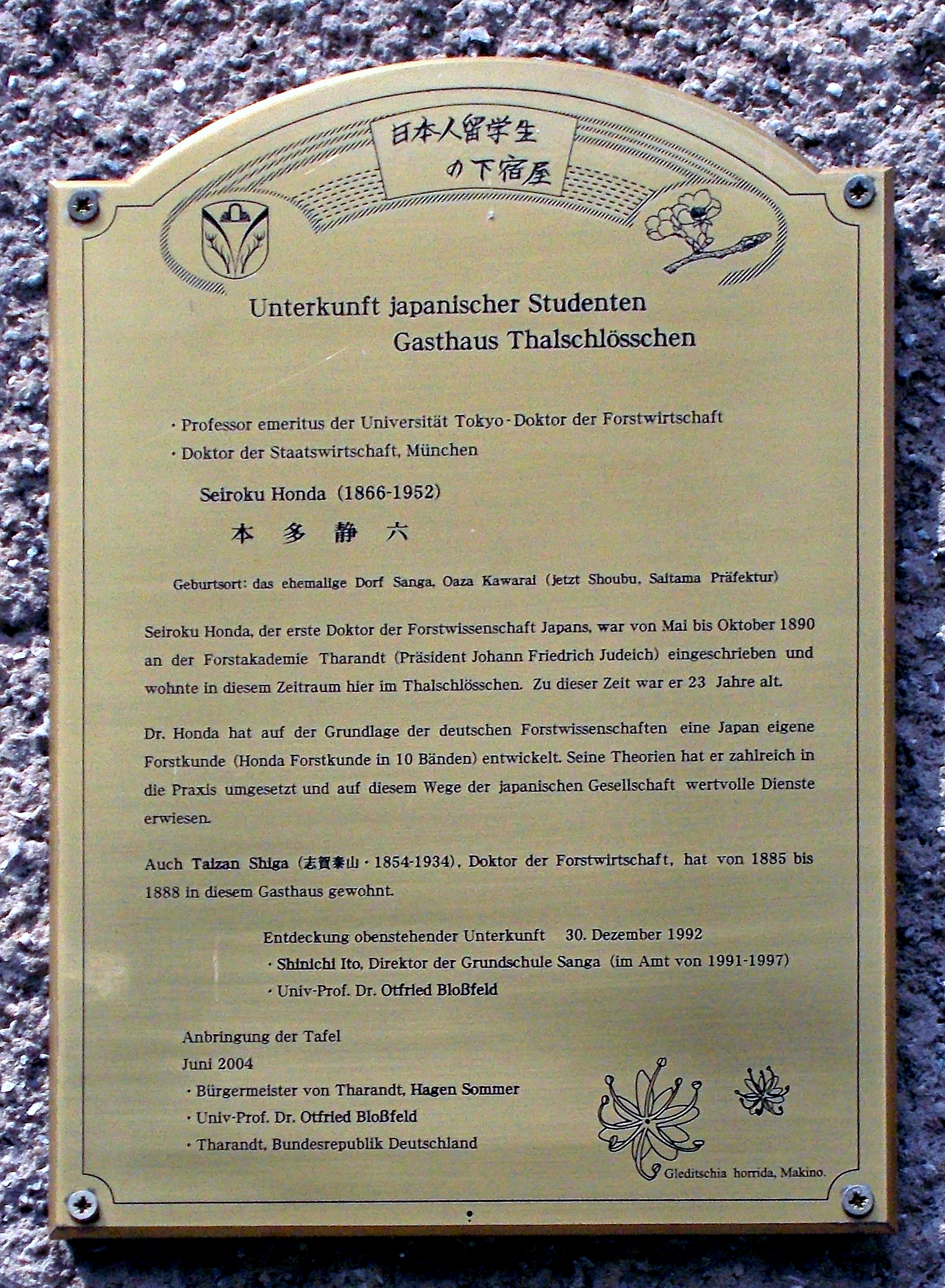
Erinnerungstafel an Honda und Shiga Taizan in Tharandt

Honda Seiroku (japanisch 本多 静六; geboren 11. August 1866 im Dorf Kawaharai, Landkreis Saitama, Provinz Musashi; gestorben 29. Januar 1952) war ein japanischer Dendrologe.

## Leben und Wirken
Honda Seiroku wurde als Sohn einer Familie Yanagiwara geboren. Weil sein Vater früh starb, wurde er in der Familie Honda großgezogen. 1890 erhielt er einen Studienabschluss an der „Höheren Schule für Landwirtschaft und Forsten“ (東京農林学校, Tōkyō nōrin gakkō), der späteren Fakultät für Landwirtschaft und Forsten der Universität Tokio. Anschließend ging er nach Deutschland und besuchte von Mai bis Oktober die Forstakademie Tharandt. Dann bildete er sich an der Universität München weiter in Forstwirtschaft und Wirtschaft und wurde mit einer Arbeit zur Nationalökonomie promoviert. Nach seiner Rückkehr 1892 wurde er Assistenzprofessor und dann 1900 Professor an seiner Alma Mater. Er erwarb den ersten Dr.-Titel in Japan im Fach Forstwirtschaft. 1927 ging er, geehrt als „Meiyo Kyōju“, in den Ruhestand.
Als Pionier der modernen Dendrologie in Japan wurde Honda am Ende seines Lebens Gründer und erster Vorsitzender der „Kaiserlichen Gesellschaft für Dendrologie“ (帝国森林会, Teikoku Shinrin-kai) und der „Japanischen Gesellschaft für Parkanlagen“ (日本庭園協会, Nihon Teien Kyōkai). Er erwarb sich große Verdienste auf dem Feld der Verschönerung und Absicherung der natürlichen Umgebung, einschließlich der Anlage der Gartenanlagen am Meiji-Schrein. Auch eine Reihe von Nationalparks gehen auf ihn zurück. Er wird daher „Vater der Nationalparks in Japan“ (日本の公園の父, Nihon no Kōen no Chichi) genannt.
Honda publizierte im Jahr 1927 „Honda Zōringaku“ (本多造林学) – „Lehre der Aufforstung“ in zehn Bänden. Weitere Werke sind „Josei no hiketsu“ (処世の秘訣) – „Das Geheimnis einer Lebensführung“, und „Shinjin seikan to shinseikatsu“ (新人生観と新生活) – etwa „Blick des Neulings aufs Leben und neue Lebensführung“.